# Хосе Бераондо
Хосе Бераондо (на испански: José Berraondo) е испански футболен треньор. Води Реал Мадрид 2 години – от 1927 до 1929 г. Няма спечелена титла с Реал Мадрид.